# Serrodes curvilinea
Serrodes curvilinea là một loài bướm đêm trong họ Erebidae.